# 华埠土官话
华埠土官话，也称华埠话、华埠官话、蓝青官话，是浙江省开化县华埠镇通行的一种官话方言，在地方上曾起到共通语作用。旧共时标准而言，华埠土官话更接近于官话，最为亲近的方言有廿八都正字和怀玉山官话，很大程度上接近于杭州话，属于一种柯内因语。

## 起源与分布
华埠是浙江省与江西省边境钱塘江上的商埠，当地通行吴语、邻省的赣语、钱塘江上游的徽语、福建移民的闽南话，因此自然形成了一种互通方言——华埠土官话。华埠土官话的使用范围在以华埠镇为中心的开化县西南部主要交通线附近，包括华埠、池淮、星口、张湾、杨林等地，使用人口有10万。根据2009年的调查，开化县其它方言区的20至50岁居民（除了学习教学）也主要将这种方言作为第二语言，使用频率高于普通话，但在年轻人和学习教学主要使用普通话。